# Leptotarsus carreranus
Leptotarsus carreranus är en tvåvingeart som först beskrevs av Alexander 1945.  Leptotarsus carreranus ingår i släktet Leptotarsus och familjen storharkrankar. Inga underarter finns listade i Catalogue of Life.